# 謝臣·費南迪斯
謝臣·达孔塞桑·塔瓦雷斯·費南迪斯（葡萄牙語：Gelson da Conceição Tavares Fernandes，1986年9月2日—），是一名瑞士足球运动员，司职中場，曾效力於錫永、曼城、聖伊天、士砵亭、弗赖堡，現時已退役。

## 球會生涯

### 錫永
費南迪斯早期效力錫永青年隊，在2004年因受到當時錫永隊經理吉爾伯特.格雷斯賞識而晉升錫永。
2005-06賽季，費南迪斯擔任錫永中前衛位置。2005年7月23日，費南迪斯首次職業聯賽在出場，該場對洛桑最後以2-1收場。在第一個賽季中，費南迪斯出賽22場，但沒有進球。在2006-07賽季，費南迪斯獲得更多的上場時間，該賽季最後他出賽35場。
在2006–07年歐洲足協盃第一輪，費南迪斯初次上場於錫永對勒沃库森首場，該場比賽最後0-0戰平；在第二場時，費南迪斯踢進個人第一個職業聯賽進球數與個人第一個歐洲足協盃進球數，該場錫永最後以1-3落敗給勒沃庫森。
2006年10月14日，費南迪斯在瑞士足球聯賽錫永對琉森時，終於踢進為球隊的分的第一球，這是費南迪斯在瑞士聯賽踢進的第一個球，該場比賽最後以1-1戰平。費南迪斯當年還領導全隊，在2006年瑞士杯賽季，在對上伯爾尼年輕人時，在點球大戰已5-3取勝，為球隊贏得當季瑞士杯。
在2006-07賽季的最後一場比賽中，費南迪斯在上半場被記一次黃牌，下半場第90分鐘時再次收到一張黃牌而被判出場，這是費南迪斯該季最後一次為錫永上場，錫永該場最後以3-0取勝聖加倫。

### 曼城
2007年7月14日，費南迪斯由錫永加盟曼城，費用沒有透露，相信是約6百萬歐元（4.2百萬英鎊），這將使他成為瑞士聯賽歷史上第二高的轉會費。他簽約後，曼城主教練艾歷臣表示他認為費南迪斯是“瑞士最好的年輕球員”。他首次踢足90分鐘是於0-0戰平朴茨茅斯。
他加盟曼城後第一個入球是於0-2戰勝了紐卡素，該場他以替代身份出賽。僅僅過了40秒，費南迪斯和艾度曉進行合作而破門。費南迪斯在主場1:3負阿仙奴時打進了他的第二個進球。哥魯卡把握基治的防守錯誤，作出了一個傳送到6碼點予費南迪斯攻門。入球未能使曼城安全獲取任何分數，但曼城球迷覺得他也能夠供予米高莊遜一個目標。
在2008-2009年賽季開始，他的號碼由28號換上19號。 28號球衣的新主人是史杜列治。從那時起，他在對白禮頓時獨中兩元，在6-0戰勝朴茨茅斯射入最後一個入球。費南迪斯為曼城出賽59次，射入4球，但他在曉士上任後，卻越來越多地用作後備。

### 聖伊天
2009年7月9日，他到聖伊天試訓和通過了體檢後在2009年7月9日星期五以2百萬英鎊轉到該法國球會。他與球隊簽署了一份為期兩年的合同。
2009年8月8日，費南迪斯首次為聖伊天出場，該場最後以0-2不敵尼斯。費南迪斯在聖伊天一開始時狀況不佳，但在之後比賽有漸漸好轉，之後在聖伊天第一個賽季出場33次。
費南迪斯在聖伊天其間，與聖伊天經理克里斯托弗.加爾迪亞關係並不好，因此加爾迪亞之後沒有繼續讓費南迪斯出賽，並將費南迪斯租借給其他球隊。

### 士砵亭
2012年7月4日，費南迪斯以2500萬歐元與士砵亭簽署了一份為期四年的合同，之後被租借至錫永。在費南迪斯租借至錫永結束後，他與大多數隊友皆被交易至其他球隊。
2012年12月21日，證實費南迪斯回到了錫永.，費南迪斯最後簽屬一項租借合同，同意2013-14賽季租借給錫永，並可自由決定在租借期後的去向。費南迪斯希望能留在錫永，因為這是自待在曼城以來，待過時間最久的球隊。2013年2月10日，這是費南迪斯在租借至錫永後首次上場，該場最後以3-0戰勝巴塞爾，並在之後一直是球隊主力之一。

### 弗賴堡
2013年6月，費南迪斯與德甲球隊弗賴堡簽署了一份轉費會為40萬歐元的長期合同，之後他轉會至弗賴堡。在初次為弗賴堡上場時，為球隊以3-1取勝勒沃库森。自費南迪斯出道以來，已成為球隊主力之一，並擔任防守中場位置。費南迪斯於2013年11月23日在對上布倫瑞克時，踢進第一個為弗賴堡得分的球，該場比賽最後以1-0取勝布倫瑞克。在該場賽事後，費爾南德斯說道：「我非常高興待在年輕的隊伍。這是非常重要的三分，但我們現在只有十一分，不是很多。」(I am totally happy for the young team. These were three very important points, but we have only eleven, that's not much.)

### 雷恩
2014年八月初，費南迪斯宣布將離開弗賴堡，儘管與弗賴堡至2016年為止仍然有合同在身，費南迪斯仍與雷恩簽訂了一份為期四年的合同，直到2018年為止。到目前為止，已知弗賴堡收到160萬歐元的轉會費，這可能還不包括額外的費用在內。.

## 國際賽生涯
費南迪斯是瑞士21歲以下國家隊隊長，他曾出席2007年歐洲杯預選賽對英格蘭 21歲以下國家隊的比賽。
他第一場踢足90分鐘的國際賽是於2007年8月22日對荷蘭。從那時起，他是一個普通瑞士公民，出席2008年2月在溫布萊球場友賽輸給英格蘭。他還打了2008年歐國杯的瑞士所有比賽。2009年3月28日2010年世界盃外圍賽時，費南迪斯打進了他第一個國際賽進球，接應角球頭球頂入助國家隊以2-0擊敗摩爾多瓦。
在2010年世界盃小組賽時，於2010年6月16日隨國家隊對抗西班牙，在第52分鐘時替瑞士踢進一個球，這是費南迪斯在世界盃踢進的第一個球，終場瑞士就以1-0擊敗西班牙。在該場過後，費南迪斯被認為是瑞士的民族英雄。但不幸地，瑞士沒有在小組賽勝出推進至16強，而西班牙贏得當年世界杯冠軍。

## 個人生活
據曼城隊友邁卡·理查德茲透露，他精通五種語言。分別是：英語，法語，德語，西班牙語和意大利語。雖然這些是最廣為人知的語言，但人們還知道他會講葡萄牙語，因為這是他的出生地佛得角官方語言。他的表弟是葡萄牙籍中場曼努埃爾·費爾南德斯。

## 榮譽
瑞士盃冠軍：2005–06年

## 連結
- 足球数据库：Gelson Fernandes的球员统计数据
- Profile on 4thegame.com